# Квинт Фабий Вибулан Амбуст (консул 423 года до н. э.)
Квинт Фабий Вибулан Амбуст (лат. Quintus Fabius Vibulanus Ambustus) — политический деятель ранней Римской республики.
Происходил из патрицианского рода Фабиев. Сын Квинта Фабия Вибулана, консула 467, 465, 459 годов до н. э.
В 423 году до н. э. Фабий стал консулом вместе с Гаем Семпронием Атратином. Он возглавил войска, отправившиеся на помощь Капуе против вольсков и этрусков. Впрочем, война оказалась неудачной. Квинт Амбуст обвинил в неудаче Семпрония, на которого наложили штраф.
В 416 году до н. э. Вибулан стал военным трибуном с консульской властью вместе с Авлом Семпронием Атратином, Марком Папирием Мугилланом и Спурием Навтием Рутилом. Благодаря взвешенным действиям он побудил граждан к внутреннему миру.
В 414 году до н. э. в ходе нового конфликта между патрициями и плебеями легионеры убили военного трибуна с консульской властью Публия Постумия Альбина Региллена, а его коллеги, включая Фабия, были разогнаны. Чтобы исправить эту ситуацию, сенат назначил Квинта Фабия интеррексом для избрания новых консулов. Фабию удалось погасить страсти, а затем наказать убийц Постумия Альбина.